# Sarna syberyjska
Sarna syberyjska, sarna azjatycka (Capreolus pygargus) – gatunek ssaka parzystokopytnego z rodziny jeleniowatych, blisko spokrewniona z sarną europejską.

## Występowanie i biotop
Obecny zasięg występowania gatunku obejmuje Azję północno-wschodnią i centralną (Rosja, Chiny, Kazachstan, Mongolia i Korea) – od zachodu, w górach Kaukazu,  graniczy z zasięgiem występowania  sarny europejskiej (Capreolus capreolus). Izolowana i wyraźnie wyodrębniona genetycznie populacja występuje również na wschodzie Polski, Litwie i Białorusi. Do Polski została również sprowadzona z terenów Rosji ok. 1900 przez książęcy urząd administracji leśnej w Sławięcicach koło Kędzierzyna Koźla, gdzie później wyginęła.
Zasiedla stepy, pola uprawne na równinach i w górach do wysokości 2100 m n.p.m.

## Systematyka i pochodzenie
Sarna syberyjska jest podobna do sarny europejskiej, z którą jest blisko spokrewniona i zaliczana do rodzaju Capreolus. Do niedawna uważana była nawet za jej podgatunek, jednak przeprowadzone badania mtDNA potwierdziły istotne różnice wystarczające do uznania odrębności obydwu gatunków, które pojawiły się prawdopodobnie w okresie 2,75-1,37 mln lat temu. Najbliższym krewnym obydwu saren jest łoś.

## Charakterystyka ogólna

### Wygląd
| Podstawowe dane         | Podstawowe dane             |
| ----------------------- | --------------------------- |
| Długość ciała           | 130–150 cm                  |
| Wysokość w kłębie       | 85–105 cm                   |
| Ogon (kwiat)            | 1–2 cm                      |
| Dojrzałość płciowa      | ?                           |
| Okres godowy            | przełom sierpnia i września |
| Ciąża                   | 264–318 dni                 |
| Liczba młodych w miocie | 1–3                         |
| Długość życia           | 8–12, maksymalnie 14–18 lat |

Sarna syberyjska ma podobną sylwetkę, ale jest większa od swojej europejskiej krewniaczki, ma od niej masywniejsze ciało, dłuższe (do 45 cm) i inaczej ukształtowane poroże (parostki) z 3–5 odgałęzieniami i grubszymi niż u sarny europejskiej perłami. Jest też od niej lepiej przystosowana do surowego klimatu – silnych mrozów i głębokiego śniegu.
Ubarwienie sarny syberyjskiej jest zimą rdzawoszare do brązowawego na grzbiecie i kremowego na spodzie i nogach, latem rdzawe. U młodych występują liczne cętki na bokach ciała, ułożone w czterech do pięciu rzędach.

### Tryb życia
Aktywność wykazuje w ciągu całej doby. Odpoczywa w czasie letnich upałów, a na otwarte przestrzenie wychodzi wczesnym rankiem i po zmroku. Latem sarny trzymają się w małych grupach lub pojedynczo. Jesienią samce gromadzą 1-3 samic w haremy, które łączą się ze sobą przed zimą w większe stada złożone z 20-30 osobników. W grudniu stada ponownie rozdzielają się na małe grupy. W tym samym okresie samce zrzucają poroże. Sarny potrafią wykonywać długie – do 15 metrów – skoki.
Żywią się trawami, jagodami i grzybami, a zimą pędami i suchymi liśćmi drzew i krzewów.
Sarna syberyjska żyje 8–12, maksymalnie 14–18 lat, ale średnia wieku na wolności – ze względu na intensywne polowania i obecność drapieżników – jest znacznie krótsza.

### Rozród
Okres godowy saren syberyjskich przypada zwykle na drugą połowę lata, na przełomie sierpnia-września, ale może przesunąć się na późniejszy okres. Młode w liczbie od 1 do 3 rodzą się zawsze późną wiosną. Przez pierwszy tydzień leżą ukryte w wysokiej trawie, a następnie zaczynają wędrować za matką.

## Podgatunki
Wyodrębniono dwa podgatunki sarny syberyjskiej:
- Capreolus pygargus pygargus Pallas
- Capreolus pygargus tianshanicus Satunin

Podgatunki wyłoniły się prawdopodobnie 462-229 tys. lat temu.

## Znaczenie
Sarna syberyjska jest cenioną zwierzyną poławianą dla mięsa, skóry i poroża. Roczne połowy szacowane są na 5000–10000 sztuk.

## Zagrożenia i ochrona
Sarny są obiektem polowań dużych drapieżników i człowieka. Pomimo tego nie są zagrożone wyginięciem. W Czerwonej księdze gatunków zagrożonych Międzynarodowej Unii Ochrony Przyrody i Jej Zasobów została zaliczona do kategorii LC (least concern) jako gatunek o mniejszym ryzyku wyginięcia.